# (618) Elfriede
(618) Elfriede es un asteroide perteneciente al cinturón de asteroides descubierto el 17 de octubre de 1906 por Karl Julius Lohnert desde el observatorio de Heidelberg-Königstuhl, Alemania.
Se desconoce la razón del nombre.